# سینگ-سینگ (گروه موسیقی)
سینگ-سینگ (به انگلیسی: Sing-Sing) ابرگروهٔ ایندی پاپ/دریم پاپ می‌باشد که در سال ۱۹۹۷ در لندن به‌وجود آمد. اعضای این گروه خواننده لیسا اونیل (که قبلاً با لوکاست، مد پروفسور و کید لوکو همکاری کرده بود) و گیتارزن/خواننده اما اندرسون (عضو سابق لاش) بودند. آن‌ها با موسیقی‌دانان گوناگونی همکاری کردند و نوعی موسیقی با ویژگی‌های خاصی به وجود آوردند که از گروه‌های دخترانه دههٔ ۱۹۶۰ موسیقی الکترونیکا و فولک الهام گرفته‌بود. این گروه در سال ۲۰۰۷ از هم پاشید.